# Équipe d'Algérie masculine de handball
Cet article traite de l'équipe masculine. Pour l'équipe féminine, voir Équipe d'Algérie féminine de handball.
Maillots
Dernière mise à jour : 28 janvier 2025.
L'Équipe d'Algérie masculine de handball est la sélection de joueurs représentant l'Algérie lors des compétitions internationales de handball, notamment lors des Championnats d'Afrique des nations et des championnats du monde.
L'Algérie figure parmi les meilleures équipes africaines, remportant notamment sept fois le Championnat d'Afrique des nations et les Jeux africains à quatre reprises. Ses meilleurs résultats ont été obtenus autour des années 1980 sous la houlette de Mohamed Aziz Derouaz, étant notamment cinq fois de suite champion d'Afrique entre 1981 et 1989. Depuis les années 2000, hormis la victoire lors du CAN 2014 à domicile, l'Algérie doit généralement se contenter des places d'honneur derrière l'Égypte ou la Tunisie.

## Histoire
Les joueurs algériens, Tahar Labane et Hichem Boudrali honoreront ce jeudi leur 8e participation en Coupe d’Afrique des nations de handball, qu’organisera l’Algérie du 16 au 25 janvier 2014, rejoignant ainsi dans ce cercle très fermé, leur camarade Abdérazak Hamad qui a tiré sa révérence en 2010 au Caire (Égypte). C’est donc Hamad qui reste le premier handballeur algérien à avoir atteint la barre des 8 participations, dont la 1re a coïncidée avec le 6e et dernier titre continental en 1996 à Cotonou (Bénin), en battant les deux ogres africains de la discipline, l’Égypte (25-23) lors du 1er tour, et la Tunisie (21-19 après prolongations) en finale. Hammad a entamé une carrière à l’OC Alger, avant de passer au MC Alger puis à Pays d'Aix handball (France).
Omar Azeb, Abdelkrim Bendjemil, Achour Hasni, Abdelghani Loukil, sont les autres joueurs ayant joués six CAN. Seuls les bilans d’Azeb, de Bendjemil et de Benmaghsoula restent positifs en remportant chacun les cinq titres (de 1981 à 1989). Les joueurs de la génération dorée des années 1980, à savoir : Brahim Boudrali, Karim El-Moueheb, Redouane Aouachria, Abbas Sofiane, Mouloud Mokhnache, Mustapha Doballah, Abdelkrim Hamiche, Abdelkrim Bendjemil, Abdeslam Benmaghsoula et Belgacem Filah figurent au tableau d’honneur continental en disputant 5 éditions de la CAN, dont la plupart ont été sacrés à 5 reprises sous la férule de Mohamed Aziz Derouaz.

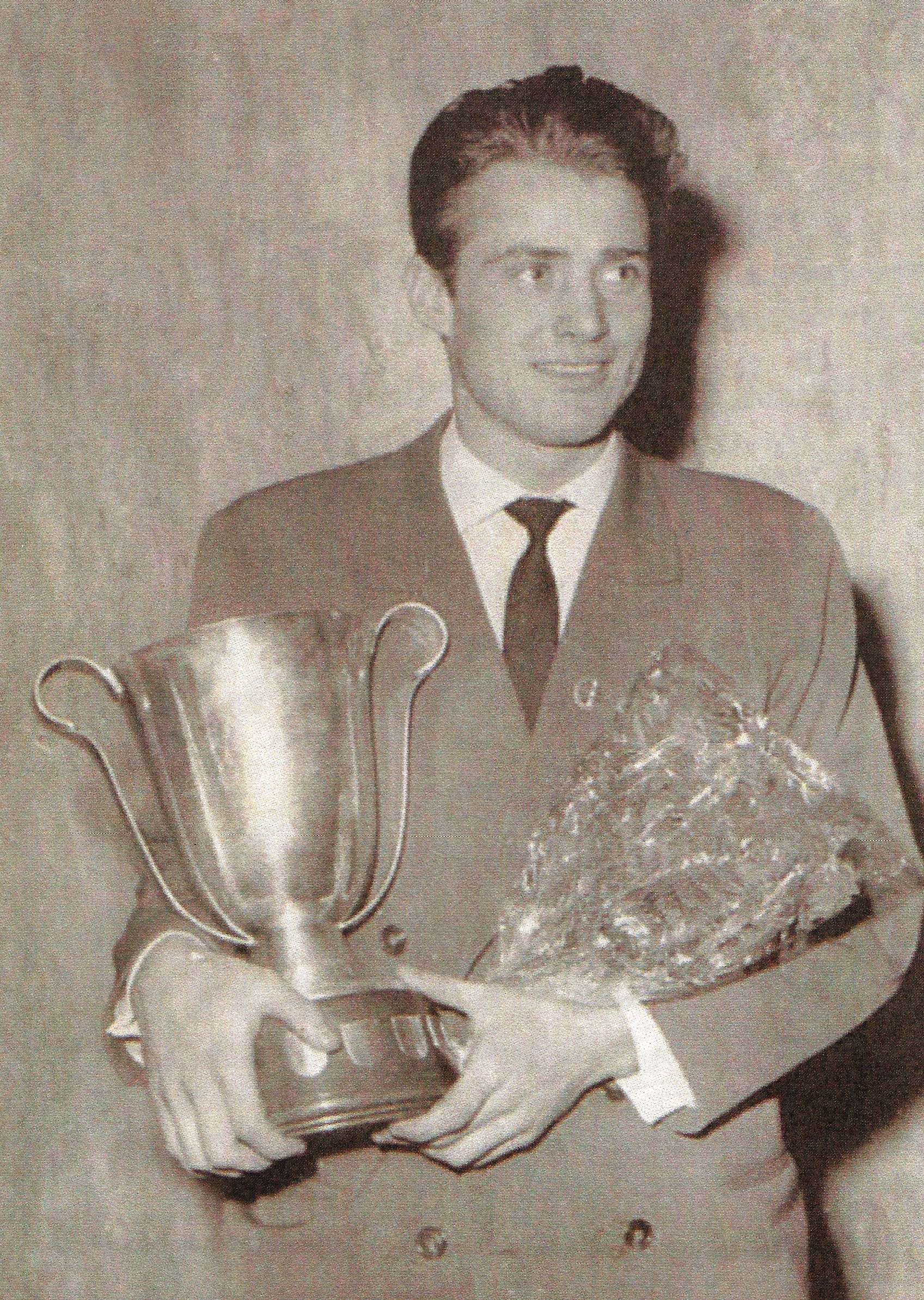
Mircea Costache, sélectionneur de l'équipe entre 1971 et 1976.

### Années 1980, l'âge d'or sur la scène africaine
Pour cette décennie de 1980 a 1990, la sélection Algérienne va réaliser une domination nette et sans partage sur la scène africaine, c'est sous la houlette de Mohamed Aziz Derouaz qu'elle va réaliser un quintuplé respectivement durant les éditions de : 1981, 1983, 1985, 1987 et 1989. Concernant l’édition 1985 elle réalise un triplet comme la Tunisie auparavant (1974, 1976, 1979) ce qui lui permet en outre d’être avec cette dernière l’équipe la plus titrée d'Afrique, concernant son dernier titre de cette décennie 1989, avec 5 trophées de champion d'Afrique remporte consécutivement cet exploit n'est toujours pas réalisé en Afrique, notamment par les deux autres géants du continent que sont la sélection tunisienne et égyptienne, cette équipe des années 1980 est incontestablement la plus grosse équipe sur la scène africaine de tous les temps
Sur la scène internationale, elle termine à la 2e place lors des jeux Jeux méditerranéens de 1983 derrière la grande équipe de Yougoslavie elle remporte cependant l’édition suivante les 1987, en créant la surprise en battant successivement, et à chaque fois après prolongation, l'Espagne en demi-finale et la France lors de la finale Elle est à ce moment la 1er équipe africaine et la seule à remporter ce tournoi, jusqu’à le sacre égyptien en 2013.
Pour les Jeux olympiques, les verts réaliseront leurs meilleures éditions pour les JO de Moscou de 1980 où ils terminent à la 10e place, d’ailleurs, il s’agira de sa 1er participation, et huit ans plus tard pour les JO de Séoul de 1988, là aussi ils terminent à la 10e place.
Enfin, concernant les championnats du monde, contrairement à la scène africaine où l’Algérie domine sans partage, les hommes de Mohamed Aziz Derouaz, réaliseront des mondiaux très mitigés en terminant à la dernière place pour les 3 mondiaux auxquels elle a participé, Allemagne de l'Ouest 1982, Suisse 1986 et Tchécoslovaquie 1990.
Sur le système de jeu, l’Algérie des années 1980 de Mohamed Aziz Derouaz, est connue pour avoir créé un système défensif spécifique qui est une défense « 3-3 » (3 joueurs alignés autour de la zone et 3 autres avancés), différente de celle pratiquée en Europe.
En résumé, le palmarès de cette période hors championnat d'Afrique est la suivante :
- 1983 :  2e aux Jeux méditerranéens de 1983 au Maroc
- 1987 :  1er aux Jeux méditerranéens de 1987 en Syrie
- 1987 :  1er aux Jeux africains de 1987 au Kenya

#### Premier titre africain enTunisie
Pour cette quatrième édition du championnat d'Afrique, la sélection algérienne tombe sur le groupe A, composé de la Tunisie (triple champion en titre), de la Côte d'Ivoire et du Nigeria.
Pour leur premier match, les verts gagnent contre les Ivoiriens sur le score serré de 24-23, le match suivant contre la Tunisie, où ils arrivent à tenir le nul, 19-19 et écrasent le Nigeria pour le dernier match du groupe sur le score de 25-9. En finale, les verts ré-affrontent la Côte d'Ivoire, gagnent le match 30-25 et remportent leur premier titre africain, se qualifiant au championnat du monde en Allemagne de l'Ouest.

#### Second titre africain enÉgypte
Après le sacre pendant l’édition précédente, l'Algérie cette édition voit l'affirmation de leur domination en championnat d'Afrique, elle tombe là aussi sur le groupe A, composée de l'Égypte, pays organiseur de cette édition, le Sénégal, le Maroc et le Nigeria
Les nouveaux champions d'Afrique en titre, affrontent pour le compte de la 1er journée de ce groupe le Sénégal et sans surprise victoire des verts sur le score de 17-14, pour la 2e journée ils gagnent contre le Maroc 18-14, le Nigeria sur le score de 29-23 pour la 3e journée, enfin la dernière journée le choc contre l'Égypte, voit la victoire des verts sur score serré de 25-23.
En demi-finale, ils battent la Tunisie, 19-17,, et gagne le second trophée de champions d’Afrique en final au détriment du Congo, victoire difficile 25-24,. Et se qualifient pour les Jeux olympiques d'été de 1984, pour la deuxième fois de leur histoire, après celle de 1980.

#### Le triplé enAngola
Les Verts réaliseront le triplet pour cette édition de 1985 en Angola, dans leur groupe A, composé de la Tunisie, du Cameroun et du Nigeria.
Ils terminent 1er du groupe en réalisant un sans faute dans la ville angolaise de Luanda, (Tunisie victoire, 15-11, Cameroun victoire 25-15, et Nigeria victoire 23-21), ils affrontent en demi-finale et battent la sélection égyptienne sur le score de 24-17, pour la final ils affrontent de nouveau les aigles de Carthage, et de nouveau ils remportent leur match 23-17. En remportant pour la troisième fois d'affilée le championnat d’Afrique, ils égalisent en termes de nombre de titres, la Tunisie avec 3 trophées chacun, en outre grâce à ce troisième sacre ils se qualifient ainsi pour le championnat du monde de 1986 en Suisse.

#### Équipe la plus titre d'Afrique depuis l’édition auMaroc
Pour cette édition, chez le voisin marocain, les verts tombent dans leur groupe A, avec le pays organisateur le Maroc, l'Égypte et la Côte d'Ivoire.
Dans la continuité de leur domination nette en Afrique, ils terminent premiers du groupe avec 3 matchs 3 victoires respectivement contre : le Maroc pour le match d'ouverture à Rabat, victoire 23-16, l'Égypte victoire 22-12 et la Côte d'Ivoire 33-27. Pour les demi-finales dans un match très serré ils battent la Tunisie sur le score de 16-15, et gagne le quatrième trophée africain face de nouveau face à l'Égypte, victoire 22-16. Avec ce quatrième sacre d'affilée l’Algérie devient la nation africaine la plus titre du continent et se qualifie pour la troisième fois d'affilée pour les Jeux olympiques d'été de 1988 qui se déroule a Séoul.

#### La dernière coupe de cet âge d'or à la maison
En juillet 1989, le dernier championnat d'Afrique de cette décennie se déroule en Algérie à la Salle Harcha Hassen à Alger. Ce sera aussi la dernière de Mohamed Aziz Derouaz. Dans leur groupe A, les Verts s'imposent sans surprise sur le score de 19-11 contre le Maroc pour le match d'ouverture. Contre la Tunisie, pour la 2e journée du groupe, ils gagnent le match 18-16. Enfin, pour la dernière journée du groupe, les Verts s'imposent contre l'Angola 29-23.
En demi-finale, ils affrontent le Congo. Comme pour la finale de 1983, les Verts battent les Congolais sur le score de 18-13 et affrontent en finale les Pharaons. Malgré un match très correct coté égyptien, ces derniers ne peuvent empêcher les Algériens de gagner leur 5e et dernier sacre d'affilée (Victoire 18-17) de l’Algérie. Grâce à ce sacre, ils participeront au championnat du monde en Tchécoslovaquie. Mohamed Aziz Derouaz, quitte la sélection avec honneur, réalisant un exploit dont aucun coach au monde n'arrivera à égaler à ce jour. Cette édition et son départ marque réellement la fin de l'âge d'or du handball algérien sur la scène africaine.

### L'Algérie aux championnats du monde

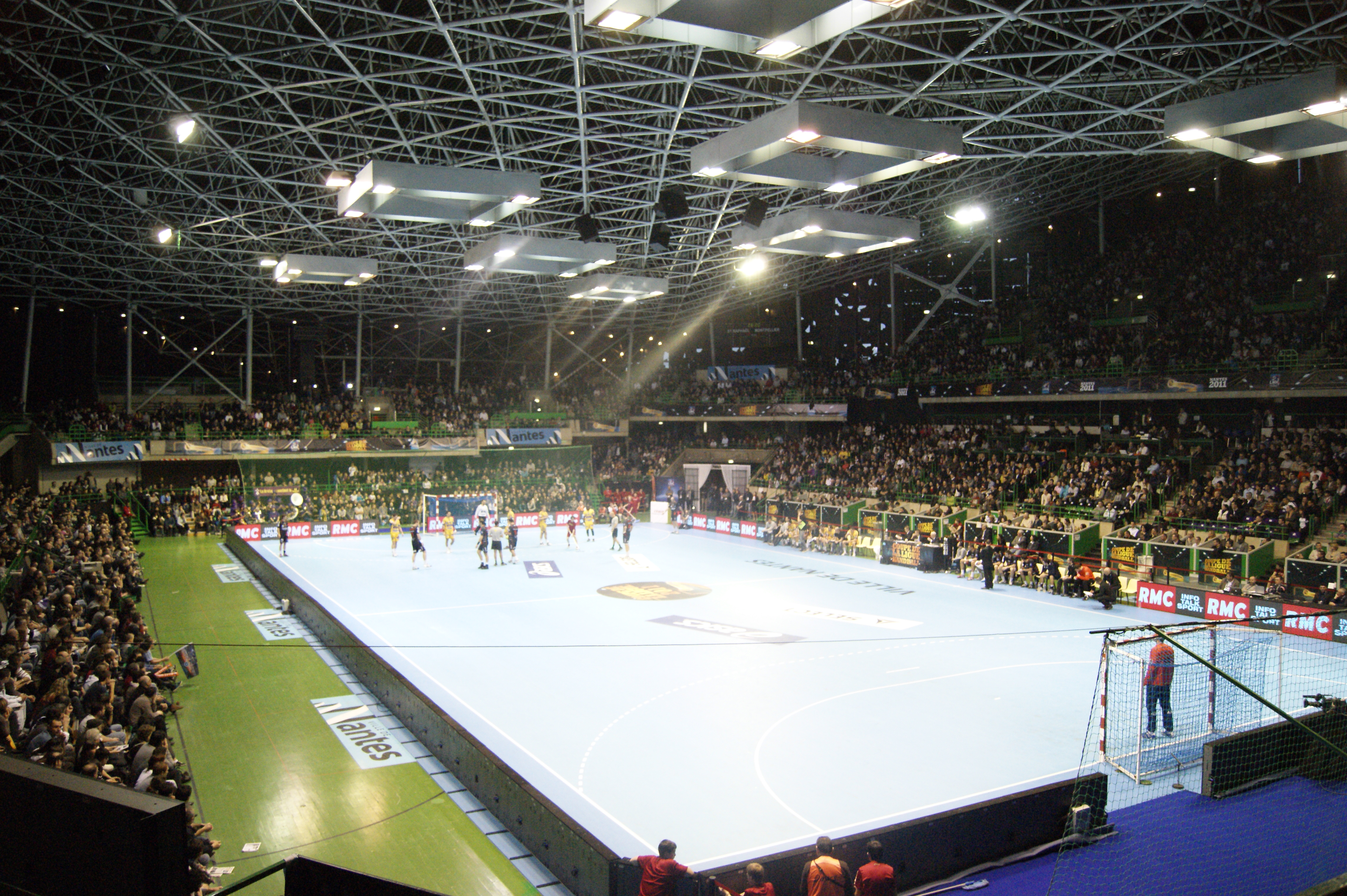
Palais des sports de Beaulieu a accueilli le match France-Algérie pour le mondial 2001.

#### Mondial 2001 en France
L'équipe est qualifiée en huitièmes de finale mais elle perd face à l’Égypte. Au premier tour, l’Algérie affronte la France et la Yougoslavie, ces trois équipes arriveront en 1/2 finale.

#### Mondial 2003 en Portugal
L’Algérie fait match nul face au Brésil (22-22), puis face à l’Égypte (25-25), ensuite est battue par le Danemark (22-19) après avoir mené de 6 buts à la mi-temps. Juste avant, au tournoi d’Espagne, l’Algérie fait match nul (19-19) contre la Croatie, qui sera championne du monde au Portugal.

#### Mondial 2005 en Tunisie
L'équipe commence par une défaite face à la Russie (28-22) puis fait match nul face à la Tchéquie (29-29). Lors de son troisième match, l'Algérie est défaite par la Slovénie (33-27). Pour son quatrième match, elle bat le Koweït (34-29). Pour son dernier match, les joueurs perdent lourdement face à Islande (34-25).

#### Mondial 2007 en Allemagne
L'Algérie n'a pas participé et laisse sa place au Maroc.

#### Mondial 2009 en Croatie
L'équipe fait un premier tour difficile, avec la championne du monde en titre l’Allemagne (défaite 32-20), le vice champion la Pologne (défaite 39-22), la Macédoine (défaite 32-19) et la Tunisie (défaite 36-25) et, moins difficile malgré la défaite, les Algériens perdent d’un but d'écart contre la Russie (29-28). En match de classement, l'Algérie gagne ses 4 matchs, face à l’Égypte (28-22), le Brésil (29-28), l’Arabie saoudite (30-27), et ensuite face à Cuba (34-27).

### 2009-2013 avec Bouchekriou
L’ancien entraîneur de l’équipe d'Algérie en 1995 et 2001, Salah Bouchekriou est pressenti pour succéder à Kamel Akkeb. Bouchekriou, ancien joueur de la DNC et de l'équipe nationale qui exerce actuellement au Koweït semble avoir accepté les propositions de la FAHB, annonce une source proche de FAHB. Quant au poste du DTN rien n’a encore filtré.
Les Verts assurent l'essentiel, c’est-à-dire de gagner le billet pour le mondial 2011, en venant à bout du Congo par 30 à 22 (15-10 à la mi-temps). Lamine Sahli s'illustre en seconde mi-temps, pour sa première CAN, lui, un ancien de l’Olympique club d’Alger et d’El Biar, qui avait déjà fait des apparitions en 2001, avec déjà, Salah Bouchekriou.
L’équipe nationale de handball a été chaleureusement accueillie à son arrivée à Alger en provenance du Caire où elle a participé à la 19e édition de la coupe d’Afrique des nations qui a pris fin. À son arrivée à l’aéroport Houari Boumediene, la délégation a été accueillie par le ministre de la Jeunesse et des Sports, Hachemi Djiar, le président du Comité olympique algérien (COA), Rachid Hanifi.

#### Mondial 2011 en Suède
L'Algérie débute face à la Serbie, et perd d’un but d'écart (25-24). Elle est battue ensuite par la Croatie (26-15). Ensuite les Verts arrivent à battre la Roumanie (15-14), et concèdent une nouvelle défaite face au Danemark (26-19). Toutefois, la victoire face à l’Australie (27-18) n'a servit presque à rien puisque l'Algérie termine 4e, et le nouveau système ne qualifiait que les 3 premières équipes.
Les Algériens se sont inclinés en finale de la CAN 2012 face à la Tunisie, qui remporte ainsi son deuxième titre de suite. Cinq absents majeurs sont à dénombrer côté algérien : Slahdji, le gardien, Berriah, l’arrière droit, Cheikh Salah le défenseur, Mokrani, agressé contre le Cameroun et Ferradj blessé contre l’Égypte au premier tour. La programmation de la CAHB avait fait scandale, avec un tableau jugé favorable à la Tunisie (Groupe A), qui lui permettait d'éviter  l’Égypte et l’Algérie avant la finale. Lorsque la CAHB, a décidé de corriger son "erreur" au niveau des croisés sur le tableau, la Tunisie s’y est opposée, déclarant, à juste titre, qu’il était impossible de changer quoi que ce soit à 24h d’un match.

#### Mondial 2013 en Espagne
L'Algérie commence face au pays hôte, l'Espagne et perd lourdement (27-14) et est de nouveau battue lourdement face à la Croatie (31-20). Elle gagne son premier point après le match nul face à l’Égypte (24-24) et bat très lourdement l’Australie (39-15) puis concède une nouvelle défaite face la Hongrie (29-26). Avec ses résultats, elle termine alors à égalité avec l’Égypte mais avec une moins bonne différence de but, avec 3 points chacun mais une différence de (+7) contre (-3).
L’équipe nationale de handball se trouve sans sélectionneur, après le départ de Salah Bouchekriou, qui avait quitté son poste à l’issue du Mondial 2013 en Espagne. Après quatre années à la barre technique des Verts, Bouchekriou a choisi d’aller exercer son métier au Bahreïn, où il dirige la sélection nationale de ce pays.

### 18 ans après, l'Algérie remporte la CAN
Les Verts (surnom de l'équipe d'Algérie) ont remporté la coupe d'Afrique 2014 organisée à domicile face à la Tunisie sur le score de 25 à 21. Ils offrent ainsi la septième étoile africaine à l'Algérie. Après la rafle des années 1980 (5 titres en 10 ans) et 1996 au Bénin, l’Algérie redevient championne d’Afrique des Nations 18 ans après.

### Avec Zeguili au Mondial 2015
Le CAN 2014 d’Alger triomphalement bouclée, les Verts reprendront très prochainement leur chemin pour le Mondial 2015 prévu au Qatar. Un tournoi que les camarades de Berkous devront préparer sous la coupe de Réda Zeguili. Ce dernier laissait entendre au lendemain du sacre d’Alger, qu’il se pourrait que sa mission à la barre technique de l’équipe s’achève avec le tournoi de 2014. L’Algérie participera à son 14e championnat du monde en janvier 2015 au Qatar, après le conseil de Zagreb de l’IHF du 8 juillet et le tour de magie de l’IHF pour exclure l’Océanie et la remplacer par l’Allemagne, et en attendant le tirage au sort du 20 juillet à Doha, les chapeaux sont enfin dévoilés, La sélection algérienne va reprendre du service, le 2 août prochain dans un premier temps à Alger jusqu’au 12 août et ensuite en France, avec deux matchs amicaux face au Japon. Une fois l’étape française terminée, les joueurs de Réda Zeguili se rendront en Suisse pour participer à un tournoi d’avant saison avec des clubs européens en Suisse (fin août, une période où les clubs en Europe sont en stage) et en Algérie (du 1er au 4 novembre).

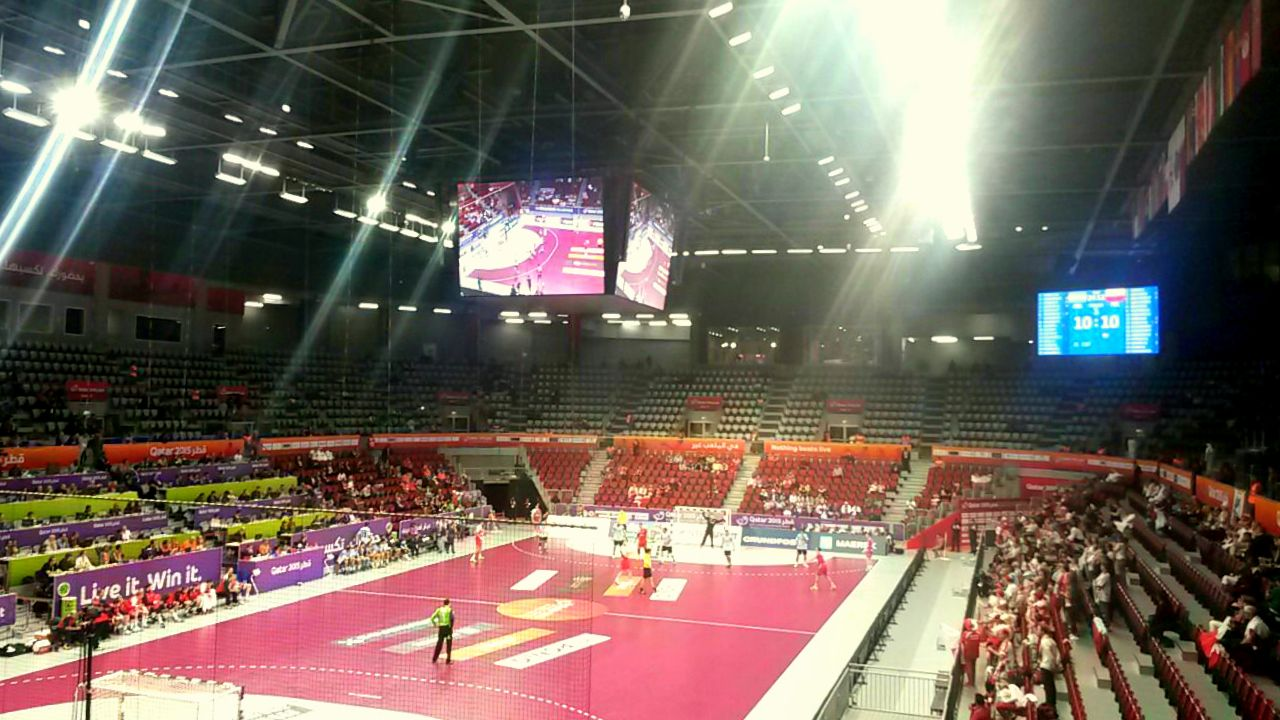
Duhail Handball Sports Hall a accueilli trois matches de l'équipe algérienne.

Les Verts finiront cette tournée en France, juste avant le Mondial, (les adversaires ne sont pas encore connus). L'Algérie fait partie du groupe C du championnat du monde 2015, avec la France, la Suède, la Tchéquie, l'Égypte et l'Islande qui remplace les Émirats arabes unis.
Et comme lors du mondial 2013, l'Algérie retrouve l'Égypte et tentera d'atteindre la quatrième place qualificative, probablement à la lutte face aux Égyptiens. Comme en 2013, et face aux Tchèques dans une salle où était présent une grosse colonie égyptienne, nettement supérieur aux supporters algériens à Doha, l’équipe nationale est passée à côté de son match aujourd’hui pour ses débuts face à l’Égypte, en s’inclinant sur le score de 34 à 20, 17 à 9 à la pause. Difficile d’expliquer ce match, où les joueurs sont passés à côté de leur sujet, si une défaite était bien sûr, envisageable, un tel écart, lui, ne l’était pas. C’est une équipe nationale sans pression, et avec des visages différents qui a abordé cette rencontre, à l’image des déclarations, la veille, du sélectionneur national, Réda Zeguili, qui a tout simplement dit que son équipe allait jouer pour gagner ce match. D’entrée de jeu, les Verts vont surprendre plus d’un dans la salle, en allant mener 6 à 0 à la 7e minute de jeu, grâce à 4 buts de Riad Chehbour, dont le premier, à la suite d'un décalage à l’aile et en contre-attaque. Les Islandais semblaient dépassés, avec un entraineur qui ne comprenait pas ce début de match raté de son équipe, mais qui parviendra à revenir au score, 6-3, 7-4, 9-12 et 13 à 12 à la pause en faveur de l’Algérie. Pour le compte de la troisième journée du Groupe C, l’Algérie s’est inclinée sur le score de 27 à 19 face à la Suède, le score était de 15 à 6 à la pause. L’infirmerie des Verts ne désemplit pas, après les blessures de Zamoum, Rahim, O. Charbour, c’est au tour de Biloum et Slahdji, déjà diminué par des blessures avant ce mondial, qui n’ont donc pas participé à ce match. Pour le quatrième match de leur mondial, les Verts étaient opposés à l’équipe de France, l’un des grands favoris pour le titre final et signent une défaite sur le score de 32 à 26, 19 à 12 à la pause. L’Algérie, après un écart de 5 et 6 buts, arrive à revenir à 2, et même 1 buts d'écart, après avoir enchainé un 4-0 en 3 minutes dès la reprise, les Verts seront à 16-19, 18-20 à la 38e et même 22-23 à la 44e. L'algérie  a aussi écopé de plusieurs sanctions de deux min dans ce match, à des moments déterminants dans la rencontre. La France a aussi pu compter sur l’apport et l’expérience de Jérôme Fernandez en fin de match avec ses 4 buts, et un remuant Kévynn Nyokas en première période, Nikola Karabatic n’a pas joué la seconde mi-temps. L’équipe nationale termine ce premier tour de la même manière qu’elle l’avait commencé, en s’inclinant lourdement face à la Tchéquie sur le score de 36 à 20. Berkous, sur-utilisé depuis le mois d’aout en équipe nationale a joué en demi ou en arrière avec par intermittence le retour de Chentout, ou même Boukhmis en demi-centre. Kaabeche n’était pas sur la feuille de match (blessé) et R.Chehbour n’ont pas joué cette rencontre.
L’Algérie était opposée l’Arabie Saoudite en match de classement. Pour jouer le tournoi qui classera les équipes à la 21e et 24e place, Les Verts se sont inclinés sur le score de 27 à 25 (14-12 à la pause pour l’Algérie). Côté algérien, le joueur de l’ES Ain Touta, Hamoud khomeiny a marqué 9 buts sur 10, le meilleur joueur du match, un Saoudien, qui a inscrit 7 buts, la moyenne d’âge de cette équipe saoudienne est de 23 ans. Pour rappel, l’Arabie Saoudite a été repêchée à la place du Bahreïn. Fin de ce championnat du monde, avec ce match pour la 23/24e place, contre le Chili, les Verts menaient sur le score de 16 à 10 à la pause, pour voir ensuite le retour du Chili, 27-27, score final, et défaite aux jets de 7 m, 30 à 28 en faveur du Chili. Khoumini Hamoud, auteur de 9 buts hier face aux Saoudiens inscrit 12 buts.

### CAHB 2016 et à défaut de se qualifier la Coupe du Monde
Ce que l’Algérie redoutait le plus a eu lieu, une élimination à la course au Mondial 2017, une première que de voir le Champion d’Afrique en titre être éjecté du podium pour la CAN suivante. Comme en 2006 en Tunisie. L’Algérie se voit donc, 10 ans après, hors podium, comme aussi en 2004, déjà au Caire, les Verts se faisaient battre en match de 3e place par l’Angola 31-30. On aura tout dit avant cette CAN, et même si le challenge semblait potentiellement réalisable même en 3 mois, cela n’a pas suffi. Une année après le fiasco de Doha en 2015, le handball algérien stagne, et termine 4e de la CAN. Quelques espoirs étaient pourtant permis à la suite des résultats corrects en préparation en Europe de l’Est, et même après le match face à l’Égypte, où les Verts auraient pu faire mieux, mais la suite n’a pas été dans la continuité. On retiendra la révélation, Abdi Ayoub (sur les premiers matchs) et les bons rendements de Boudjenah Oussama et Redouane Saker, les deux ailiers, et le bon comportement de Adel Bousmal dans les buts face à la Tunisie et surtout l’Angola, sans qui, le score aurait été plus lourd.

### Une CAN 2018 désastreuse mais une CAN 2020 prometteuse
Pour cette édition de Coupe d'Afrique de Handball qui se déroule au Gabon, sous la houlette de Sofiane Hiouani, les verts débutent sur une victoire (31-23) pour leur 1er match de groupe contre la sélection camerounaise. Mais lors du match suivant, l'Algérie se fait surprendre par le Gabon, pays organisateur (25-26). Malgré une victoire contre le Congo (31-33) et un match nul prometteur contre la sélection Tunisienne, vice-championne en titre (25-25), les Fennecs sortiront en quart de final contre l'Angola sur le score de 29-27. Pour la 2e fois de son histoire, les Verts n’accèdent pas au dernier carré d'une coupe d'Afrique de Handball après celle de 2006. Ils termineront 6e du tournoi avec de nouveau une défaite contre le Gabon sur le score de 23-24, malgré, cette fois-ci, une bonne première mi-temps. Cette 6e place, synonyme d'échec, débouche sur des changements au sein du staff de la sélection.
Après la dernière CAN désastreuse, la fédération algérienne décide d'embaucher le technicien français Alain Portes qui a déjà été sélectionneur de la Tunisie. Pour son premier match du CAN 2020, qui se déroule en Tunisie, l’Algérie s'impose facilement sur le score de 34-9 face à la Zambie, puis contre le Congo (25-31), et enfin contre le Maroc  (33-30). Elle termine première de son groupe D. Au tour suivant, les Fennecs s'imposent contre une jeune mais solide équipe du Cap-Vert (25-23). Ils perdent ensuite contre la Tunisie (26-22). Après avoir battu l'Angola (32-27), l'Algérie termine sur le podium de cette CAN 2020 et se qualifie pour le Championnat du monde masculin de handball 2021 après avoir raté les deux éditions précédentes et pour le tournoi de qualification olympique, qui se déroulera en Allemagne.
En septembre 2021, l'Algérie confirme qu'elle déclare forfait au CAN 2022 du fait que la compétition se déroule au Sahara occidental,. Par conséquent, elle ne peut plus se qualifier au Mondial 2023 et est menacée de se voir retirer l'organisation du CAN 2024, l'année olympique. Dès lors, l'absence de perspectives sportives ont conduit le sélectionneur français Alain Portes à ne pas prolonger son contrat avec la sélection.

## Résultats sportifs

### Titres et trophées
| Compétitions majeures | Autres compétitions mondiales | Autres tournois |
| --- | --- | --- |
| - Jeux olympiques - Meilleur résultat : 10e place en 1980, 1988 et 1996 - Championnat du monde - Meilleur résultat : 13e place en 2001 - Jeux africains (4) - Vainqueur en 1973, 1978, 1987, 1999 - Finaliste en 1991, 2003, 2007 - Troisième en 2011 - Championnat d'Afrique (7) - Vainqueur en 1981, 1983, 1985, 1987, 1989, 1996, 2014 - Finaliste en 1976, 1991, 1994, 1998, 2000, 2002, 2012, 2024 - Troisième en 1979, 1992, 2008, 2010 et en 2020 | - Jeux méditerranéens (1) - Vainqueur en 1987 - Finaliste en 1983 - Troisième en 1975 - Coupe intercontinentale (1) - Vainqueur en 1998 - Championnat du monde militaire - Finaliste en 1986 | - Jeux de la solidarité islamique (1) - Vainqueur en 2005 - Jeux Universitaires Africains (1) - Vainqueur en 1975 - Tournoi de Paris Île-de-France - Troisième en 2003 - Jeux panarabes - Finaliste en 1985 , 2007 - Troisième en 2023 - Championnats maghrébin des nations (1) - Vainqueur en 1975 - Finaliste en 1969 , 1971 - Troisième en 1973 - Championnat arabe des nations (1) - Vainqueur en 2000 - Finaliste en 1988 |

### Parcours en compétition majeure
| Édition | Rang                                                    | J                                                       | V                                                       | N                                                       | D                                                       | BP                                                      | BC                                                      | Diff                                                    |                                                         |
| ------- | ------------------------------------------------------- | ------------------------------------------------------- | ------------------------------------------------------- | ------------------------------------------------------- | ------------------------------------------------------- | ------------------------------------------------------- | ------------------------------------------------------- | ------------------------------------------------------- | ------------------------------------------------------- |
| 1972    | Non qualifié                                            | Non qualifié                                            | Non qualifié                                            | Non qualifié                                            | Non qualifié                                            | Non qualifié                                            | Non qualifié                                            | Non qualifié                                            | Non qualifié                                            |
| 1976    | Non qualifié                                            | Non qualifié                                            | Non qualifié                                            | Non qualifié                                            | Non qualifié                                            | Non qualifié                                            | Non qualifié                                            | Non qualifié                                            | Non qualifié                                            |
| 1980    | 10e                                                     | 6                                                       | 1                                                       | 0                                                       | 5                                                       | 114                                                     | 152                                                     | -38                                                     |                                                         |
| 1984    | 12e                                                     | 6                                                       | 0                                                       | 0                                                       | 6                                                       | 96                                                      | 130                                                     | -34                                                     |                                                         |
| 1988    | 10e                                                     | 6                                                       | 1                                                       | 0                                                       | 5                                                       | 104                                                     | 130                                                     | -26                                                     |                                                         |
| 1992    | Non qualifié                                            | Non qualifié                                            | Non qualifié                                            | Non qualifié                                            | Non qualifié                                            | Non qualifié                                            | Non qualifié                                            | Non qualifié                                            | Non qualifié                                            |
| 1996    | 10e                                                     | 6                                                       | 0                                                       | 1                                                       | 5                                                       | 121                                                     | 144                                                     | -23                                                     |                                                         |
| 2000    | Non qualifié                                            | Non qualifié                                            | Non qualifié                                            | Non qualifié                                            | Non qualifié                                            | Non qualifié                                            | Non qualifié                                            | Non qualifié                                            | Non qualifié                                            |
| 2004    | Non qualifié                                            | Non qualifié                                            | Non qualifié                                            | Non qualifié                                            | Non qualifié                                            | Non qualifié                                            | Non qualifié                                            | Non qualifié                                            | Non qualifié                                            |
| 2008    | participe à un tournoi de qualification olympique (TQO) | participe à un tournoi de qualification olympique (TQO) | participe à un tournoi de qualification olympique (TQO) | participe à un tournoi de qualification olympique (TQO) | participe à un tournoi de qualification olympique (TQO) | participe à un tournoi de qualification olympique (TQO) | participe à un tournoi de qualification olympique (TQO) | participe à un tournoi de qualification olympique (TQO) | participe à un tournoi de qualification olympique (TQO) |
| 2012    | participe à un tournoi de qualification olympique (TQO) | participe à un tournoi de qualification olympique (TQO) | participe à un tournoi de qualification olympique (TQO) | participe à un tournoi de qualification olympique (TQO) | participe à un tournoi de qualification olympique (TQO) | participe à un tournoi de qualification olympique (TQO) | participe à un tournoi de qualification olympique (TQO) | participe à un tournoi de qualification olympique (TQO) | participe à un tournoi de qualification olympique (TQO) |
| 2016    | Non qualifié                                            | Non qualifié                                            | Non qualifié                                            | Non qualifié                                            | Non qualifié                                            | Non qualifié                                            | Non qualifié                                            | Non qualifié                                            | Non qualifié                                            |
| 2020    | participe à un tournoi de qualification olympique (TQO) | participe à un tournoi de qualification olympique (TQO) | participe à un tournoi de qualification olympique (TQO) | participe à un tournoi de qualification olympique (TQO) | participe à un tournoi de qualification olympique (TQO) | participe à un tournoi de qualification olympique (TQO) | participe à un tournoi de qualification olympique (TQO) | participe à un tournoi de qualification olympique (TQO) | participe à un tournoi de qualification olympique (TQO) |
| 2024    | participe à un tournoi de qualification olympique (TQO) | participe à un tournoi de qualification olympique (TQO) | participe à un tournoi de qualification olympique (TQO) | participe à un tournoi de qualification olympique (TQO) | participe à un tournoi de qualification olympique (TQO) | participe à un tournoi de qualification olympique (TQO) | participe à un tournoi de qualification olympique (TQO) | participe à un tournoi de qualification olympique (TQO) | participe à un tournoi de qualification olympique (TQO) |
| Total   | 4/14                                                    | 24                                                      | 2                                                       | 1                                                       | 21                                                      | 435                                                     | 556                                                     | -121                                                    |                                                         |

| Édition | Rang         | J            | V            | N            | D            | BP           | BC           | Diff         |              |
| ------- | ------------ | ------------ | ------------ | ------------ | ------------ | ------------ | ------------ | ------------ | ------------ |
| 1938    | Non inscrit  | Non inscrit  | Non inscrit  | Non inscrit  | Non inscrit  | Non inscrit  | Non inscrit  | Non inscrit  | Non inscrit  |
| 1954    | Non inscrit  | Non inscrit  | Non inscrit  | Non inscrit  | Non inscrit  | Non inscrit  | Non inscrit  | Non inscrit  | Non inscrit  |
| 1958    | Non inscrit  | Non inscrit  | Non inscrit  | Non inscrit  | Non inscrit  | Non inscrit  | Non inscrit  | Non inscrit  | Non inscrit  |
| 1961    | Non inscrit  | Non inscrit  | Non inscrit  | Non inscrit  | Non inscrit  | Non inscrit  | Non inscrit  | Non inscrit  | Non inscrit  |
| 1964    | Non qualifié | Non qualifié | Non qualifié | Non qualifié | Non qualifié | Non qualifié | Non qualifié | Non qualifié | Non qualifié |
| 1967    | Non qualifié | Non qualifié | Non qualifié | Non qualifié | Non qualifié | Non qualifié | Non qualifié | Non qualifié | Non qualifié |
| 1970    | Non qualifié | Non qualifié | Non qualifié | Non qualifié | Non qualifié | Non qualifié | Non qualifié | Non qualifié | Non qualifié |
| 1974    | 15e          | 3            | 0            | 0            | 3            | 38           | 88           | -50          |              |
| 1978    | Non qualifié | Non qualifié | Non qualifié | Non qualifié | Non qualifié | Non qualifié | Non qualifié | Non qualifié | Non qualifié |
| 1982    | 16e          | 6            | 0            | 1            | 5            | 112          | 145          | -33          |              |
| 1986    | 16e          | 6            | 0            | 0            | 6            | 119          | 151          | -32          |              |
| 1990    | 16e          | 6            | 0            | 1            | 5            | 113          | 128          | -15          |              |
| 1993    | Non qualifié | Non qualifié | Non qualifié | Non qualifié | Non qualifié | Non qualifié | Non qualifié | Non qualifié | Non qualifié |
| 1995    | 16e          | 7            | 2            | 0            | 5            | 146          | 174          | -28          |              |
| 1997    | 17e          | 5            | 1            | 2            | 2            | 103          | 112          | -9           |              |
| 1999    | 15e          | 6            | 1            | 1            | 4            | 123          | 148          | -25          |              |
| 2001    | 13e          | 6            | 2            | 1            | 3            | 128          | 126          | 2            |              |
| 2003    | 18e          | 5            | 0            | 2            | 3            | 119          | 136          | -17          |              |
| 2005    | 17e          | 5            | 1            | 1            | 3            | 138          | 153          | -15          |              |
| 2007    | Non qualifié | Non qualifié | Non qualifié | Non qualifié | Non qualifié | Non qualifié | Non qualifié | Non qualifié | Non qualifié |
| 2009    | 19e          | 9            | 4            | 0            | 5            | 235          | 272          | -37          |              |
| 2011    | 15e          | 7            | 3            | 0            | 4            | 153          | 162          | -9           |              |
| 2013    | 17e          | 7            | 3            | 1            | 3            | 180          | 173          | 7            |              |
| 2015    | 24e          | 7            | 0            | 1            | 6            | 162          | 218          | -56          |              |
| 2017    | Non qualifié | Non qualifié | Non qualifié | Non qualifié | Non qualifié | Non qualifié | Non qualifié | Non qualifié | Non qualifié |
| / 2019  | Non qualifié | Non qualifié | Non qualifié | Non qualifié | Non qualifié | Non qualifié | Non qualifié | Non qualifié | Non qualifié |
| 2021    | 22e          | 6            | 1            | 0            | 5            | 140          | 180          | -40          |              |
| / 2023  | 31e          | 7            | 1            | 0            | 6            | 183          | 233          | -50          |              |
| / 2025  | 30e          | 7            | 1            | 0            | 6            | 191          | 233          | -42          |              |
| Total   | 17/29        | 105          | 20           | 11           | 74           | 2383         | 2832         | -449         |              |

| Édition           | Rang                        | MJ              | V               | N               | D               | BP              | BC              | Diff            |
| ----------------- | --------------------------- | --------------- | --------------- | --------------- | --------------- | --------------- | --------------- | --------------- |
| Brazzaville 1965  | Non participant             | Non participant | Non participant | Non participant | Non participant | Non participant | Non participant | Non participant |
| Lagos 1973        | Médaille d'or, Afrique      | 5               | 4               | 0               | 1               | 76              | 67              | +9              |
| Alger 1978        | Médaille d'or, Afrique      | 4               | 4               | 0               | 0               | 96              | 58              | +38             |
| Nairobi 1987      | Médaille d'or, Afrique      | 4               | 4               | 0               | 0               | 81              | 63              | +18             |
| Le Caire 1991     | Médaille d'argent, Afrique  | 5               | 4               | 0               | 1               | 98              | 72              | +26             |
| Harare 1995       | Non participant             | Non participant | Non participant | Non participant | Non participant | Non participant | Non participant | Non participant |
| Johannesburg 1999 | Médaille d'or, Afrique      | 6               | 5               | 0               | 1               | 181             | 102             | +79             |
| Abuja 2003        | Médaille d'argent, Afrique  | 5               | 4               | 0               | 1               | 142             | 105             | +37             |
| Alger 2007        | Médaille d'argent, Afrique  | 5               | 3               | 0               | 2               | 129             | 124             | +5              |
| Maputo 2011       | Médaille de bronze, Afrique | 5               | 3               | 0               | 2               | 134             | 112             | +22             |
| Brazzaville 2015  | Forfait                     | Forfait         | Forfait         | Forfait         | Forfait         | Forfait         | Forfait         | Forfait         |
| Rabat 2019        | 4e                          | 7               | 3               | 2               | 2               | 179             | 177             | +2              |
| Accra 2023        | Non participant             | Non participant | Non participant | Non participant | Non participant | Non participant | Non participant | Non participant |
| Total             | 9/13                        | 46              | 34              | 2               | 10              | 1116            | 880             | +236            |

| Édition             | Rang                        | MJ              | V               | N               | D               | BP              | BC              | Diff            |
| ------------------- | --------------------------- | --------------- | --------------- | --------------- | --------------- | --------------- | --------------- | --------------- |
| Tunisie 1974        | Non participant             | Non participant | Non participant | Non participant | Non participant | Non participant | Non participant | Non participant |
| Algérie 1976        | Médaille d'argent, Afrique  | 4               | 3               | 0               | 1               | 96              | 73              | +23             |
| Congo 1979          | Médaille de bronze, Afrique | 5               | 4               | 0               | 1               | 147             | 108             | +39             |
| Tunisie 1981        | Médaille d'or, Afrique      | 4               | 3               | 1               | 0               | 98              | 76              | +22             |
| Égypte 1983         | Médaille d'or, Afrique      | 6               | 6               | 0               | 0               | 133             | 115             | +18             |
| Angola 1985         | Médaille d'or, Afrique      | 5               | 5               | 0               | 0               | 110             | 81              | +29             |
| Maroc 1987          | Médaille d'or, Afrique      | 5               | 5               | 0               | 0               | 116             | 86              | +30             |
| Algérie 1989        | Médaille d'or, Afrique      | 5               | 5               | 0               | 0               | 102             | 80              | +22             |
| Égypte 1991         | Médaille d'argent, Afrique  | 6               | 5               | 0               | 1               | 129             | 90              | +39             |
| Côte d'Ivoire 1992  | Médaille de bronze, Afrique | 5               | 4               | 0               | 1               | 107             | 69              | +38             |
| Tunisie 1994        | Médaille d'argent, Afrique  | 6               | 4               | 0               | 2               | 167             | 99              | +68             |
| Bénin 1996          | Médaille d'or, Afrique      | 6               | 6               | 0               | 0               | 140             | 96              | +44             |
| Afrique du Sud 1998 | Médaille d'argent, Afrique  | 6               | 4               | 0               | 2               | 173             | 113             | +60             |
| Algérie 2000        | Médaille d'argent, Afrique  | 6               | 5               | 0               | 1               | 140             | 72              | +68             |
| Maroc 2002          | Médaille d'argent, Afrique  | 5               | 4               | 0               | 1               | 124             | 103             | +21             |
| Égypte 2004         | 4e                          | 6               | 3               | 0               | 3               | 188             | 145             | +43             |
| Tunisie 2006        | 5e                          | 6               | 3               | 0               | 3               | 156             | 136             | +20             |
| Angola 2008         | Médaille de bronze, Afrique | 5               | 3               | 0               | 2               | 123             | 126             | -3              |
| Égypte 2010         | Médaille de bronze, Afrique | 7               | 5               | 1               | 1               | 196             | 128             | +68             |
| Maroc 2012          | Médaille d'argent, Afrique  | 8               | 6               | 1               | 1               | 228             | 182             | +46             |
| Algérie 2014        | Médaille d'or, Afrique      | 8               | 8               | 0               | 0               | 240             | 166             | +74             |
| Égypte 2016         | 4e                          | 8               | 5               | 0               | 3               | 216             | 194             | +22             |
| Gabon 2018          | 6e                          | 7               | 3               | 1               | 3               | 193             | 182             | +11             |
| Tunisie 2020        | Médaille de bronze, Afrique | 7               | 5               | 0               | 2               | 204             | 170             | +34             |
| Égypte 2022         | 5e                          | 5               | 3               | 0               | 2               | 133             | 150             | -17             |
| Égypte 2024         | Médaille d'argent, Afrique  | 6               | 5               | 0               | 1               | 184             | 147             | +37             |
| Total               | 25/26                       | 147             | 112             | 4               | 31              | 3843            | 2987            | +856            |

| Édition                   | Rang                                    | MJ              | V               | N               | D               | BP              | BC              | Diff            |
| ------------------------- | --------------------------------------- | --------------- | --------------- | --------------- | --------------- | --------------- | --------------- | --------------- |
| Tunis 1967                | 4e                                      | 3               | 0               | 0               | 3               | 30              | 58              | -28             |
| Alger 1975                | Médaille de bronze, Jeux méditerranéens | 4               | 2               | 0               | 2               | 80              | 84              | -4              |
| Split 1979                | 5e                                      | 4               | 2               | 0               | 2               | 68              | 73              | -5              |
| Casablanca 1983           | Médaille d'argent, Jeux méditerranéens  | 5               | 3               | 1               | 1               | 97              | 80              | +17             |
| Lattaquié 1987            | Médaille d'or, Jeux méditerranéens      | 5               | 4               | 0               | 1               | 113             | 95              | +18             |
| Athènes 1991              | 5e                                      | 6               | 3               | 2               | 1               | 150             | 115             | +35             |
| Languedoc-Roussillon 1993 | Non participant                         | Non participant | Non participant | Non participant | Non participant | Non participant | Non participant | Non participant |
| Bari 1997                 | 7e                                      | 5               | 3               | 0               | 2               | 120             | 113             | +7              |
| Tunis 2001                | 7e                                      | 4               | 2               | 0               | 2               | 104             | 100             | +4              |
| Almería 2005              | Non participant                         | Non participant | Non participant | Non participant | Non participant | Non participant | Non participant | Non participant |
| Pescara 2009              | 5e                                      | 4               | 2               | 1               | 1               | 135             | 87              | +48             |
| Mersin 2013               | 9e                                      | 5               | 2               | 0               | 3               | 122             | 133             | -11             |
| Tarragone 2018            | 7e                                      | 5               | 2               | 0               | 3               | 151             | 160             | -9              |
| Oran 2022                 | 6e                                      | 5               | 2               | 1               | 2               | 145             | 146             | -1              |
| Total                     | 12/14                                   | 55              | 27              | 5               | 23              | 1315            | 1244            | +71             |

## Effectif actuel
Les 19 joueurs sélectionnées pour disputer le Mondial 2025 sont ,,:

## Personnalités liées à l'équipe d'Algérie

### Sélectionneurs
| Rang | Sélectionneur                | Période          |
| ---- | ---------------------------- | ---------------- |
| 1    | Enderlen & Ferrary           | 1963 à 1964      |
| 2    | Abdellah Taleb               | 1964 à 1965      |
| 3    | Pierre Vuillet               | 1965 à 1966      |
| 4    | Heintz Schwertez             | 1966 à 1967      |
| 5    | Pavel Bohenski               | 1967 à 1970      |
| 6    | Tsar Grai                    | 1970 à 1971      |
| 7    | Mircea Costache              | 1971 à 1976      |
| 8    | Mohamed Sghir Djoudi         | 1976 à 1977      |
| 9    | Erwin Kaldarasch (de)        | 1977 à 1978      |
| 10   | Ignacy Pazur                 | 1978 à 1980      |
| 11   | Mohamed Aziz Derouaz         | 1980 à 1989      |
| 12   | Farouk Bouzerar              | 1989 à 1992      |
| 13   | Kamel Akkeb & Mohamed Machou | 1992 à 1993      |
| 14   | Salah Bouchekriou            | 1993 à 1995      |
| 15   | Djaffar Belhocine            | 1995 à 1996      |
| 16   | Mekki Djillali               | 1996 à 1997      |
| 17   | Abou Sofiane Draouci         | Juin 1997        |
| 18   | Noureddine Henni             | Juin à Nov. 1997 |

| Rang | Sélectionneur                                 | Période                       |
| ---- | --------------------------------------------- | ----------------------------- |
| 19   | Fathi Berrouayel                              | 1er Déc. 1997 au 14 Jan. 1998 |
| 20   | Brahim Boudrali                               | mars 1998 à mai 1999          |
| 21   | Djaffar Belhocine (2)                         | 16 avril au 15 juin 1999      |
| 22   | Salah Bouchekriou (2)                         | 1999 à 2001                   |
| 23   | Brahim Boudrali (2)                           | Nov. 2001 au 26 Jan. 2003     |
| 24   | Erwin Kaldarasch (de) (2)                     | 2003 au 29 Jan. 2005          |
| 25   | Djillali Mekki (2)                            | 2005 au 18 Jan. 2006          |
| 26   | Kamel Akkeb (2)                               | Sep. 2006 à Fév. 2009         |
| 27   | Salah Bouchekriou (3)                         | Juin 2009 au 22 Jan. 2013     |
| 28   | Réda Zeguili                                  | Sep. 2013 au 27 Jan. 2015     |
| 29   | Salah Bouchekriou (4)                         | Sep. 2015 au 24 août 2016     |
| 30   | Sofiane Hiouani et Zine Eddine Mohamed Seghir | Oct. 2017 à juillet 2018      |
| 31   | Alain Portes                                  | mai 2019 à Oct. 2021          |
| 32   | Rabah Gherbi                                  | Fev. 2022 à Fev. 2023         |
| 33   | Salah Bouchekriou (5)                         | Juin à Déc. 2023              |
| 34   | Farouk Dehili                                 | Déc. 2023 à l'instant         |

La liste des sélectionneurs ayant dirigé l'Algérie durant les compétitions internationales et leurs résultats sont :
| Édition | Sélectionneur        | Résultat                    |
| ------- | -------------------- | --------------------------- |
| 1976    | Mircea Costache II   | Médaille d'argent, Afrique  |
| 1979    | Benbelkacem Farouk   | Médaille de bronze, Afrique |
| 1981    | Mohamed Aziz Derouaz | Médaille d'or, Afrique      |
| 1983    | Mohamed Aziz Derouaz | Médaille d'or, Afrique      |
| 1985    | Mohamed Aziz Derouaz | Médaille d'or, Afrique      |
| 1987    | Mohamed Aziz Derouaz | Médaille d'or, Afrique      |
| 1989    | Mohamed Aziz Derouaz | Médaille d'or, Afrique      |
| 1991    | Farouk Bouzerar      | Médaille d'argent, Afrique  |
| 1992    | Kamel Akkeb          | Médaille de bronze, Afrique |
| 1994    | Mohamed Machou       | Médaille d'argent, Afrique  |
| 1996    | Djaffar Belhocine    | Médaille d'or, Afrique      |
| 1998    | Brahim Boudrali      | Médaille d'argent, Afrique  |
| 2000    | Salah Bouchekriou    | Médaille d'argent, Afrique  |
| 2002    | Brahim Boudrali      | Médaille d'argent, Afrique  |
| 2004    | Erwin Kaldarasch     | 4e                          |
| 2006    | Djillali Mekki       | 5e                          |
| 2008    | Kamel Akkeb          | Médaille de bronze, Afrique |
| 2010    | Salah Bouchekriou    | Médaille de bronze, Afrique |
| 2012    | Salah Bouchekriou    | Médaille d'argent, Afrique  |
| 2014    | Réda Zeguili         | Médaille d'or, Afrique      |
| 2016    | Salah Bouchekriou    | 4e                          |
| 2018    | Sofiane Haïouani     | 6e                          |
| 2020    | Alain Portes         | Médaille de bronze, Afrique |
| 2022    | Rabah Gherbi         | 5e                          |
| 2024    | Farouk Dehili        | Médaille d'argent, Afrique  |

| Édition | Sélectionneur        | Résultat |
| ------- | -------------------- | -------- |
| 1974    | Mircea Costache II   | 15e/16   |
| 1982    | Mohamed Aziz Derouaz | 16e/16   |
| 1986    | Mohamed Aziz Derouaz | 16e/16   |
| 1990    | Farouk Bouzerar      | 16e/16   |
| 1995    | Salah Bouchekriou    | 16e/24   |
| 1997    | Djillali Mekki       | 17e/24   |
| 1999    | Djaffar Belhocine    | 15e/24   |
| 2001    | Salah Bouchekriou    | 13e/24   |
| 2003    | Brahim Boudrali      | 18e/24   |
| 2005    | Erwin Kaldarasch     | 17e/24   |
| 2009    | Kamel Akkeb          | 19e/24   |
| 2011    | Salah Bouchekriou    | 15e/24   |
| 2013    | Salah Bouchekriou    | 17e/24   |
| 2015    | Réda Zeguili         | 24e/24   |
| 2021    | Alain Portes         | 22e/32   |
| 2023    | Rabah Gherbi         | 31e/32   |
| 2025    | Farouk Dehili        | 30e/32   |

| Édition | Sélectionneur        | Résultat |
| ------- | -------------------- | -------- |
| 1980    | Mohamed Aziz Derouaz | 10e/12   |
| 1984    | Mohamed Aziz Derouaz | 12e/12   |
| 1988    | Mohamed Aziz Derouaz | 10e/12   |
| 1996    | Salah Bouchekriou    | 10e/12   |

### Grands joueurs d'hier et d'aujourd'hui
| Joueurs les plus sélectionnés                                          | Joueurs les plus sélectionnés | Joueurs les plus sélectionnés |
| Joueur                                                                 | Carrière                      | Sélections                    |
| ---------------------------------------------------------------------- | ----------------------------- | ----------------------------- |
| Abdérazak Hamad                                                        | 1998-2011                     | 201                           |
| Toufik Hakem                                                           | 1993-2003                     | 185                           |
| Hichem Boudrali                                                        | 1997-2014                     | 184                           |
| Messaoud Berkous                                                       | 2007-                         | 183                           |
| Abdelghani Loukil                                                      | 1994-2006                     | 160                           |
| Riad Chehbour                                                          | 2005-2021                     | 155                           |
| Abdelkrim Bendjemil                                                    | 1978-1990                     | 150                           |
| Hichem Daoud                                                           | 2011-                         | 122                           |
| Abderrahim Berriah                                                     | 2008-2021                     | 120                           |
| Sassi Boultif                                                          | 2008-2016                     | 115                           |
| Abdelmalek Slahdji                                                     | 2002-2015                     | 115                           |
| Abdelkader Rahim                                                       | 2010-2023                     | 112                           |
| Tahar Labane                                                           | 1998-2014                     | 109                           |
| Meilleurs buteurs                                                      |                               |                               |
| Joueur                                                                 | Carrière                      | Buts                          |
| Messaoud Berkous                                                       | 2007-                         | 806                           |
| Riad Chehbour                                                          | 2005-2021                     | 360                           |
| Abderrahim Berriah                                                     | 2008-2021                     | 280                           |
| El Hadi Biloum                                                         | 2000-2011                     | 255                           |
| Ayoub Abdi                                                             | 2016-                         | 252                           |
| Abdérazak Hamad                                                        | 1998-2011                     | 250                           |
| Omar Chehbour                                                          | 2004-2017                     | 229                           |
| Abdelkader Rahim                                                       | 2010-2023                     | 227                           |
| Hichem Daoud                                                           | 2011-                         | 211                           |
| Sassi Boultif                                                          | 2008-2016                     | 205                           |
| Redouane Saker                                                         | 2015-                         | 196                           |
| Messaoud Layadi                                                        | 2007-2015                     | 186                           |
| Tahar Labane                                                           | 1998-2014                     | 169                           |
| Karim Bouguelmouna                                                     | 1994-2002                     | 157                           |
| Hichem Kaabeche                                                        | 2010-                         | 152                           |
| Dernière mise à jour : 17/03/2024 En gras les joueurs toujours actifs. |                               |                               |

## Statistiques
La liste des Meilleurs Buteurs de l'équipe nationale   dans les compétitions internationales et le nombre de leurs buts :
| Joueur                     | Buts | Sélections |
| -------------------------- | ---- | ---------- |
| Ahcen Djeffal              | 41   | 11         |
| Abdelkrim Bendjemil        | 31   | 12         |
| Zine Eddine Mohamed Seghir | 28   | 11         |
| Mouloud Mekhnache          | 24   | 11         |
| Redouane Saidi             | 23   | 5          |
| Azzedine Bouzerar          | 20   | 6          |
| Salim Nedjel               | 20   | 6          |
| Ben Ali Beghouach          | 18   | 12         |
| Omar Azeb                  | 18   | 15         |
| Abdeslam Benmaghsoula      | 17   | 12         |

| Joueur                       | Buts | Sélections |
| ---------------------------- | ---- | ---------- |
| Messaoud Berkous             | 141  | 38         |
| Ayoub Abdi                   | 109  | 20         |
| Hichem Daoud                 | 94   | 39         |
| Abderrahim Berriah           | 60   | 28         |
| Omar Chehbour                | 54   | 15         |
| Abdérazak Hamad              | 54   | 19         |
| Ayatallah el Khoumini Hamoud | 53   | 20         |
| Riad Chehbour                | 49   | 25         |
| Abdelkader Rahim             | 43   | 27         |
| Sassi Boultif                | 43   | 30         |

| Joueur           | Buts | Sélections |
| ---------------- | ---- | ---------- |
| Messaoud Berkous | 48   | 10         |
| Ayoub Abdi       | 38   | 6          |
| Riad Chehbour    | 21   | 8          |
| Zoheïr Naïm      | 15   | 3          |
| Mohamed Mokrani  | 13   | 3          |
| Redouane Saker   | 13   | 6          |
| Hichem Daoud     | 11   | 6          |
| Sassi Boultif    | 11   | 6          |
| Omar Chehbour    | 10   | 3          |
| Walid Badi       | 9    | 3          |

| N° | Édition | Joueur              | Buts |
| -- | ------- | ------------------- | ---- |
| 1  | 1980    | Ahcen Djeffal       | 33   |
| 2  | 1996    | Redouane Saïdi      | 23   |
| 3  | 1984    | Abdelkrim Bendjemil | 21   |
| 3  | 1988    | Mohamed Seghir      | 21   |

| N° | Édition | Joueur             | Buts |
| -- | ------- | ------------------ | ---- |
| 1  | 2001    | Salim Nedjel       | 41   |
| 2  | 2023    | Ayoub Abdi         | 38   |
| 3  | 2009    | Abderrahim Berriah | 37   |
| 3  | 1990    | Djaffar Belhocine  | 37   |

| N° | Édition | Joueur           | Buts |
| -- | ------- | ---------------- | ---- |
| 1  | 2024    | Ayoub Abdi       | 24   |
| 2  | 2024    | Messaoud Berkous | 19   |
| 3  | 2008    | Riad Chehbour    | 15   |
| 3  | 2020    | Zoheïr Naïm      | 15   |

- Le joueur le plus participant avec l'équipe nationale est : Abdérazak Hamad,201 matchs .
- Le joueur le plus marqué avec l'équipe nationale est : Messaoud Berkous,806 buts (4,40 par match).
- L'équipe nationale se classe au 14e rang mondial en nombre de participations au Championnat du monde, avec 17 participations .
- L'équipe nationale est la seule équipe africaine à avoir remporté tous ses championnats d'Afrique avec des entraîneurs locaux .
- L'équipe nationale a un nombre record de titres consécutifs en Championnat d'Afrique avec 5 fois (1981,1983,1985,1987 et 1989).
- Omar Azeb et Abdeslam Benmaghsoula et Abdelkrim Bendjemil sont les trois joueurs qui ont remporté le plus grand nombre de Championnat d'Afrique sur le continent : 5 fois (1981, 1983, 1985, 1987 et 1989).

### AuxJeux olympiques
- Nombre de participations en phase finale d'une Jeux olympiques : 4 sur 14.
- Premier match :   Yougoslavie (22-18)   Algérie le  20 juillet 1980, à Dynamo Sports Palace, Moscou.
- le plus entraîneur ayant dirigé l'équipe national en phase finale : Mohamed Aziz Derouaz 3 fois (1980, 1984 et 1988) .
- Joueurs ayant participé au plus grand nombre de matchs : Omar Azeb (1980, 1984 et 1988) 15 matchs .
- Plus grand nombre de participations à une phase finale : 3, Omar Azeb  en 1980, 1984 et 1988 .
- Meilleur buteur algérien de l'histoire de la Jeux olympiques : Ahcene Djeffal (41 buts).
- Record de buts marqués en phase finale : Jeux olympiques 1996 (121 buts).
- Plus petit nombre de buts marqués en phase finale : Jeux olympiques 1984 (96 buts).
- Plus grand nombre de buts marqués en un match : 30 face au  Algérie (30-17)   Koweït le  28 juillet 1980, à Dynamo Sports Palace, Moscou.
- Plus grand nombre de buts encaissés en un match :  33 face au  Union soviétique (33-10)   Algérie le  24 juillet 1980, à Dynamo Sports Palace, Moscou.
- Meilleur buteur algérien sur une édition : Ahcene Djeffal (33 buts).
- Meilleur buteur algérien sur un match : Ahcene Djeffal (10 buts) face au  Roumanie le  22 juillet 1980, à Palais des sports Sokolniki, Moscou.

### AuxChampionnats du monde
- Nombre de participations en phase finale d'un Championnat du monde : 17 sur 29.
- Premier match :   Hongrie (30-10)   Algérie le  28 février 1974, à Halle.
- le plus entraîneur ayant dirigé l'équipe national en phase finale : Salah Bouchekriou 4 fois (1995, 2001, 2011 et 2013) .
- Joueurs ayant participé au plus grand nombre de matchs : 39 matchs. Hichem Daoud (2011, 2013, 2015, 2021, 2023 et 2025).
- Plus grand nombre de participations à une phase finale : 6. Hichem Boudrali (2001, 2003, 2005, 2009, 2011 et 2013), Abdérazak Hamad (1997, 1999, 2001, 2003, 2005 et 2011), Messaoud Berkous (2009, 2011, 2013, 2015, 2021 et 2025) et Hichem Daoud (2011, 2013, 2015, 2021, 2023 et 2025).
- Meilleur buteur algérien de l'histoire des  Championnats du monde de handball : Messaoud Berkous (141 buts).
- Record de buts marqués en phase finale : Championnat du monde 2009 (235 buts).
- Plus petit nombre de buts marqués en phase finale : Championnat du monde 1974 (38 buts).
- Plus grand nombre de buts marqués en un match :  39 face au  Australie (15-39)   Algérie le  17 janvier 2013, à  Caja Mágica, Madrid
- Plus grand nombre de buts encaissés en un match : 47 face au  Danemark (47-22)   Algérie le  14 janvier 2025, à Jyske Bank Boxen, Herning.
- Meilleur buteur algérien sur une édition : Salim Nedjel (41 buts) Championnat du monde 2001 .
- Meilleur buteur algérien sur un match : Ayatallah el Khoumini Hamoud (12 buts) face au  Chili le  27 janvier 2015, à Duhail Handball Sports Hall, Doha.

### AuxChampionnats d'Afrique
- Nombre de participations en phase finale d'un Championnat d'Afrique : 25 sur 26.
- Premier match :   Algérie  face à la  Tunisie (12 - 14) le  10 avril 1976, à la salle Harcha Hassen, d' Alger.
- le plus entraîneur ayant dirigé l'équipe national en phase finale : Mohamed Aziz Derouaz 5 fois (1981, 1983, 1985, 1987 et 1989) .
- Joueurs ayant participé au plus grand nombre de matchs : Messaoud Berkous .
- Plus grand nombre de participations à une phase finale : Messaoud Berkous 9 fois (2008, 2010, 2012, 2014, 2016, 2018, 2020, 2022 et 2024).
- Meilleur buteur algérien de l'histoire du Championnat d'Afrique de handball : Messaoud Berkous .
- Record de buts marqués en phase finale : Championnat d'Afrique 2014 (240 buts).
- Plus petit nombre de buts marqués en phase finale : Championnat d'Afrique 1976 (96 buts).
- Plus grand nombre de buts marqués en un match : 51 face au  Algérie (51-18)   Kenya le  8 avril 2004, à Main Hall, Le Caire.
- Plus grand nombre de buts encaissés en un match : 41 face au  Tunisie (41-25)   Algérie le  15 janvier 2008, à Pavilhão da Cidadela, Luanda.
- Meilleur buteur algérien sur une édition : Messaoud Berkous +55 buts (Championnat d'Afrique 2020).
- Meilleur buteur algérien sur un match : Messaoud Berkous  (14 buts)  Algérie Face au   Maroc (33-30) le 19 janvier 2020 à Radès, Tunis.

## Divers

### Popularité
Le handball est considéré comme étant le 2e sport le plus populaire en Algérie après le football.

### Infrastructures
La Salle Harcha Hassen est le principal équipement utilisé par l'équipe nationale.

### Équipementier
L'équipe algérienne est actuellement[Quand ?] sous contrat avec la marque Danoise Hummel.

### Feuilles de matchs
1. ↑  « Match Algérie-Russie », sur ihf.info, 2005 (consulté le 23 janvier 2014).
2. ↑  « Match Algérie-République tchèque », sur ihf.info, 2005 (consulté le 25 janvier 2014).
3. ↑  « Match Algérie-Slovénie », sur ihf.info, 2005 (consulté le 26 janvier 2014).
4. ↑  « Match Algérie-Koweït », sur ihf.info, 2005 (consulté le 28 janvier 2014).
5. ↑  « Match Algérie-Islande », sur ihf.info, 2005 (consulté le 29 janvier 2014).
6. ↑  « Match Algérie-Allemagne », sur ihf.info, 2009 (consulté le 19 janvier 2014).
7. ↑  « Match Algérie-Pologne », sur ihf.info, 2009 (consulté le 17 janvier 2014).
8. ↑  « Match Algérie-Macédoine », sur ihf.info, 2009 (consulté le 18 janvier 2014).
9. ↑  « Match Algérie-Tunisie », sur ihf.info, 2009 (consulté le 22 janvier 2014).
10. ↑  « Match Algérie-Russie », sur ihf.info, 2009 (consulté le 21 janvier 2014).
11. ↑  « Match Algérie-Égypte », sur ihf.info, 2009 (consulté le 24 janvier 2014).
12. ↑  « Match Algérie-Brésil », sur ihf.info, 2009 (consulté le 25 janvier 2014).
13. ↑  « Match Algérie-Arabie saoudite », sur ihf.info, 2009 (consulté le 26 janvier 2014).
14. ↑  « Match Algérie-Cuba », sur ihf.info, 2009 (consulté le 27 janvier 2014).
15. ↑  « Match Algérie-Serbie », sur ihf.info, 2011 (consulté le 14 janvier 2014).
16. ↑  « Match Algérie-Croatie », sur ihf.info, 2011 (consulté le 14 janvier 2014).
17. ↑  « Match Algérie-Roumanie », sur ihf.info, 2011 (consulté le 14 janvier 2014).
18. ↑  « Match Algérie-Danemark », sur ihf.info, 2011 (consulté le 14 janvier 2014).
19. ↑  « Match Algérie-Australie », sur ihf.info, 2011 (consulté le 14 janvier 2014).
20. ↑  « Match Algérie-Espagne », sur ihf.info, 2013 (consulté le 11 janvier 2014).
21. ↑  « Match Algérie-Croatie », sur ihf.info, 2013 (consulté le 11 janvier 2014).
22. ↑  « Match Algérie-Égypte », sur ihf.info, 2013 (consulté le 11 janvier 2014).
23. ↑  « Match Algérie-Australie », sur ihf.info, 2013 (consulté le 11 janvier 2014).
24. ↑  « Match Algérie-Hongrie », sur ihf.info, 2013 (consulté le 11 janvier 2014).
25. ↑  « Match Algérie-Tunisie », sur cahbonline.info, 2014 (consulté le 25 janvier 2014).
26. ↑  « Match Algérie-Égypte », sur ihf.info, 2015 (consulté le 11 janvier 2015).
27. ↑  « Match Algérie-Islande », sur ihf.info, 2015 (consulté le 11 janvier 2015).
28. ↑  « Match Algérie-Suède », sur ihf.info, 2015 (consulté le 11 janvier 2015).
29. ↑  « Match Algérie-France », sur ihf.info, 2015 (consulté le 11 janvier 2015).
30. ↑  « Match Algérie-République tchèque », sur ihf.info, 2015 (consulté le 11 janvier 2015).
31. ↑  « Match Algérie-Arabie Saoudite », sur ihf.info, 2015 (consulté le 11 janvier 2015).
32. ↑  « Match Algérie-Chili », sur ihf.info, 2015 (consulté le 11 janvier 2015).